# Gina Carano
Gina Carano, née le 16 avril 1982 à Dallas (Texas), est une actrice, mannequin et sportive américaine, pratiquante de muay thaï et combattante en arts martiaux mixtes (MMA).
Elle est diplômée de Trinity Christian High School à Las Vegas, dans le Nevada, où elle a mené l'équipe féminine de basket à un titre de l'État. Elle a également joué au volley-ball et au softball. Elle a fréquenté l'université du Nevada à Reno pendant un an puis l'université du Nevada à Las Vegas pendant trois ans, où elle s'est spécialisée en psychologie.
Elle mène également une carrière d'actrice et se fait connaître internationalement en interprétant le personnage de Cara Dune, un des rôles principaux des deux saisons de la série se déroulant dans l'univers de Star Wars, The Mandalorian, diffusée sur Disney+, mais son contrat est rompu en février 2021 en raison de ses publications conservatrices controversées sur les réseaux sociaux.

## Carrière dans les arts martiaux

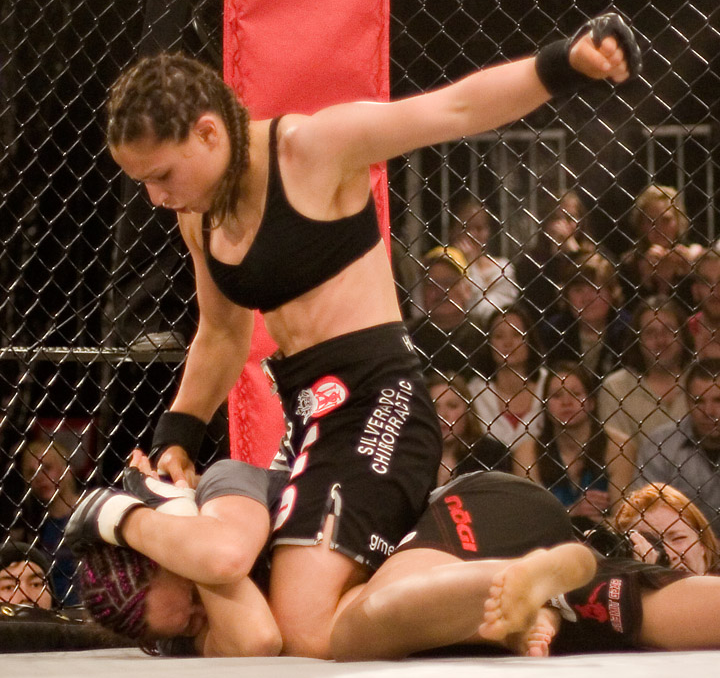
MMA : Carano en position supérieure déborde son adversaire lors d’une phase de Ground-and-pound.

Gina Joy Carano commence sa carrière sportive par le muay thaï, poussée par son petit ami de l'époque, le kickboxer Kevin Ross (en) et entraînée par Master Toddy (en). Après avoir enchainé un 12–1–1 (12 victoires, 1 défaite et 1 nul), elle est invitée par la World Extreme Fighting pour combattre Leiticia Pestova dans l'un des tout premiers combats MMA féminin.
Elle s'associe ensuite à l'organisation Strikeforce. Elle y dispute un combat dont elle sortira vainqueur par décision unanime contre Elaina Maxwell en 2006.
Elle est connue pour sa contribution fondamentale à l’essor du MMA féminin au niveau mondial à partir de 2008.

## Carrière d'actrice

### Débuts

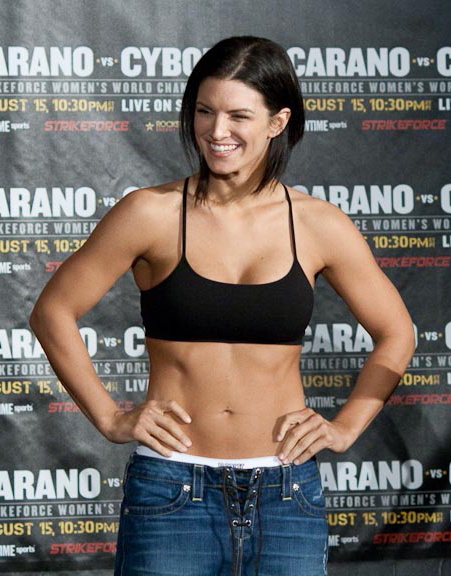
Avant le Strikeforce: Carano vs. Cyborg, le 14 août 2009.

En 2009, Gina Carano fait une pause après une défaite dans une opposition au sommet contre Cristiane Justino. Elle ne reviendra qu'en 2011. Entre-temps, elle a fait ses débuts au cinéma dans le vidéofilm Ring Girls en 2005, avant d'être coach dans la téléréalité Fight Girls. Elle apparaît dans l'émission American Gladiators sur NBC en 2008, puis dans le film Blood and Bone en 2009.

### Passage au premier plan
En 2012, Gina Carano tient le rôle principal du film d'action Piégée de Steven Soderbergh.
Elle tient un rôle dans le film Fast and Furious 6, sorti en juin 2013 en France, puis elle tient le rôle d'Angel Dust dans le film Deadpool, sorti en février 2016.
À partir de 2019, et pour deux saisons, elle tient un des rôles principaux de la série diffusée sur Disney+, The Mandalorian, se situant dans l'univers de Star Wars. Elle y interprète le rôle de Cara Dune, une shock trooper de l'Alliance rebelle, alliée du personnage central (Din Djarin, le Mandalorien).

### Renvoi de la sérieThe Mandalorianet procès contre Disney
Au début des années 2020, l'actrice multiplie les déclarations controversées sur les réseaux sociaux : elle y moque notamment le port du masque dans le contexte de la pandémie de Covid-19, ou l'utilisation de néopronoms par les personnes transgenres et non-binaires, et relaie de nombreuses théories du complot dans le cadre des contestations des résultats de l'élection présidentielle américaine de 2020 par Donald Trump. 
Les déclarations de Carano déclenchent une controverse, et d'après le magazine The Hollywood Reporter, lui valent de pousser Lucasfilm à étudier leurs recours pour la licencier. C'est finalement en février 2021 que l'entreprise annonce le renvoi de Carano de la série The Mandalorian, après que celle-ci a publié de nouvelles déclarations que l'entreprise juge inacceptables, en dressant un parallèle entre les persécutions antijuives sous le Troisième Reich et l'attitude actuelle qu'elle juge intolérante de certaines personnes à l'égard de ceux dont les opinions politiques divergent des leurs.
En février 2024, Gina Carano intente une action en justice contre Lucasfilm pour licenciement abusif, en alléguant que son licenciement a violé une disposition du Code du travail californien interdisant les représailles contre un employé pour s'être engagé dans une activité politique,,. En avril, Disney réclame le rejet de la poursuite, plaidant avoir le droit, en vertu du premier amendement, « de ne pas associer son expression artistique » aux propos de Carano sur les réseaux sociaux ; la poursuite est cependant autorisée à aller de l'avant en juillet, la juge estimant ne pas pouvoir conclure, à ce stade, « que le maintien de la plaignante à l’emploi des défendeurs entraverait ou empiéterait sur les droits des défendeurs à l’association expressive »,. Le procès est initialement prévu pour septembre 2025, mais est par la suite repoussé en février 2026 à la suite d'une demande commune des avocats de Carano et de Disney. Le 7 août 2025, Disney et Carano annoncent avoir conclu un accord à l'amiable,.

## Vie personnelle
Gina Carano a été en couple avec le combattant MMA Kit Cope en 2008 [réf. nécessaire].
Elle est officiellement en couple avec l'acteur britannique Henry Cavill entre 2012 et 2014[réf. nécessaire].
Elle partage la vie du combattant Muay-Thaï Kevin Ross (en) depuis 2015.

## Palmarès en arts martiaux mixtes
| 8 combats      | 7 victoires | 1 défaites |
| Par KO         | 3           | 1          |
| Par soumission | 1           | 0          |
| Sur décision   | 3           | 0          |

| Résultat | Record | Adversaire        | Méthode                           | Événement                                | Date              | Round | Temps | Lieu                               | Notes                                                    |
| -------- | ------ | ----------------- | --------------------------------- | ---------------------------------------- | ----------------- | ----- | ----- | ---------------------------------- | -------------------------------------------------------- |
| Défaite  | 7-1    | Cristiane Justino | TKO (coups de poing)              | Strikeforce: Carano vs. Cyborg           | 15 août 2009      | 1     | 4:59  | San José, Californie, États-Unis   | Pour le titre inaugural des poids plumes du Strikeforce. |
| Victoire | 7-0    | Kelly Kobold      | Décision unanime                  | EliteXC: Heat                            | 4 octobre 2008    | 3     | 3:00  | Sunrise, Floride, États-Unis       |                                                          |
| Victoire | 6-0    | Kaitlin Young     | TKO (arrêt du médecin)            | EliteXC: Primetime                       | 31 mai 2008       | 2     | 3:00  | Newark, New Jersey, États-Unis     |                                                          |
| Victoire | 5-0    | Tonya Evinger     | Soumission (étranglement arrière) | EliteXC: Uprising                        | 15 septembre 2007 | 1     | 2:53  | Honolulu, Hawaii, États-Unis       |                                                          |
| Victoire | 4-0    | Julie Kedzie      | Décision unanime                  | EliteXC: Destiny                         | 10 février 2007   | 3     | 3:00  | Southaven, Mississippi, États-Unis |                                                          |
| Victoire | 3-0    | Elaina Maxwell    | Décision unanime                  | Strikeforce: Triple Threat               | 8 décembre 2006   | 3     | 2:00  | San José, Californie, États-Unis   |                                                          |
| Victoire | 2-0    | Rosi Sexton       | KO (coups de poing)               | WPFC 1: World Pro Fighting Championships | 15 septembre 2006 | 2     | 4:55  | Las Vegas, Nevada, États-Unis      |                                                          |
| Victoire | 1-0    | Leiticia Pestova  | KO (coups de poing)               | WEF: Orleans Arena                       | 10 juin 2006      | 1     | 0:38  | Las Vegas, Nevada, États-Unis      |                                                          |

## Filmographie

### Cinéma
- 2005 : Ring Girls de Jennifer Ferrara et Thomas Weber : Elle-même
- 2009 : Blood and Bone de Ben Ramsey : Veretta
- 2012 : Piégée (Haywire) de Steven Soderbergh : Mallory Kane
- 2013 : Fast and Furious 6 de Justin Lin : Riley
- 2014 : Out of Control (In the Blood) de John Stockwell : Ava
- 2015 : Bus 657 (Heist) de Scott Mann : Kris
- 2015 : Extraction de Steven C. Miller : Victoria
- 2016 : Deadpool de Tim Miller : Christine / Angel Dust
- 2016 : Kickboxer: Vengeance de John Stockwell : Marcia
- 2018 : Scorched Earth de Peter Howitt : Atticus Gage
- 2019 : Madness in the method de Jason Mewes : Carrie
- 2019 : Représailles : La traque sauvage (Daughter of the Wolf) de David Hackl : Clair Hamilton
- 2022 : Terror on the Prairie de Michael Polish : Hattie McAllister
- 2022 : My Son Hunter de Robert Davi : Agent Hound

### Télévision
- 2006 : Fight Girls (série télévisée)
- 2014 : Almost Human (série télévisée) : Danica (saison 1 épisode 9)
- 2019 : The Mandalorian (série télévisée) : Carasynthia « Cara » Dune (saison 1 épisode 4 - 7 - 8 et saison 2 épisode 4 - 6 - 7 - 8)

### Jeux vidéo
- 2008 : Command and Conquer : Alerte rouge 3 (Command and Conquer: Red Alert 3) : Natasha Volkova
- 2013 : Fast & Furious : Showdown : Riley Hicks

## Voix françaises
| - Marjorie Frantz dans : - Piégée : Mallory Kane - Fast and Furious 6 : Riley Hicks - Bus 657 : Officier Krizia « Kris » Bajos - Extraction : Victoria | et aussi - Céline Ronté dans The Mandalorian : Cara Dune - Véronique Desmadryl dans Out of Control : Ava - Julie Dumas dans Deadpool : Angel Dust |